# America's Next Top Model (mùa 2)
America's Next Top Model, Mùa thi 2 lên sóng ngày 13 tháng 1 năm 2004, là mùa thứ hai của loạt chương trình America's Next Top Model, nhằm phát hiện và đào tạo các tài năng người mẫu phục vụ cho ngành công nghiệp thời trang. Biểu ngữ của mùa thi là: "Ai cũng đẹp, nhưng chỉ có một người được chọn".
Jay Manuel, người xuất hiện với tư cách chuyên viên trang điểm của mùa thi trước, xuất hiện trong mùa thi này với một vai trò hoàn toàn mới - đạo diễn nghệ thuật cho tất cả các bức ảnh, trừ bức ảnh đầu.
Đây là mùa thi đầu tiên cũng là mùa thi duy nhất tuyển chọn đến 12 thí sinh tham gia chương trình. Điểm đến quốc tế được chọn là Milan cho top 5.
Người thắng cuộc có cơ hội sở hữu những giải thưởng giá trị như sau: Một hợp đồng với công ty quản lý người mẫu IMG Models, chụp ảnh thời trang cho tạp chí Jane và chiến dịch quảng cáo cho mỹ phẩm Sephora.
Yoanna House, 23 tuổi đến từ Jacksonville, Florida, đã giành chiến thắng mùa thi này và là người thắng cuộc đầu tiên mang hai dòng máu da màu - da trắng (mẹ là người gốc Mexico, cha là người Canada da trắng).

## Các thí sinh
(Tính tuổi lúc tham gia cuộc thi)
| Thí sinh               | Tuổi | Chiều cao              | Đến từ                    | Loại bỏ | Hạng |
| ---------------------- | ---- | ---------------------- | ------------------------- | ------- | ---- |
| Anna Bradfield         | 24   | 1,73 m (5 ft 8 in)     | LaGrange, Georgia         | Tập 1   | 12   |
| Bethany Harrison       | 22   | 1,73 m (5 ft 8 in)     | Houston, Texas            | Tập 2   | 11   |
| Heather Blumberg       | 18   | 1,78 m (5 ft 10 in)    | Moreno Valley, California | Tập 3   | 10   |
| Jenascia Chakos        | 21   | 1,70 m (5 ft 7 in)     | Burien, Washington        | Tập 4   | 9    |
| Xiomara Frans          | 25   | 1,80 m (5 ft 11 in)    | Morganville, New Jersey   | Tập 5   | 8    |
| Catie Anderson         | 18   | 1,78 m (5 ft 10 in)    | Willmar, Minnesota        | Tập 6   | 7    |
| Sara Racey-Tabrizi     | 22   | 1,75 m (5 ft 9 in)     | Seattle, Washington       | Tập 7   | 6    |
| Camille McDonald       | 25   | 1,77 m (5 ft 9+1⁄2 in) | Mamaroneck, New York      | Tập 8   | 5    |
| April Wilkner          | 23   | 1,75 m (5 ft 9 in)     | Miami Beach, Florida      | Tập 10  | 4    |
| Shandi Sullivan        | 21   | 1,78 m (5 ft 10 in)    | Kansas City, Missouri     | Tập 11  | 3    |
| Mercedes Scelba-Shorte | 21   | 1,73 m (5 ft 8 in)     | Valencia, California      | Tập 11  | 2    |
| Yoanna House           | 23   | 1,80 m (5 ft 11 in)    | Jacksonville, Florida     | Tập 11  | 1    |

## Các tập phim

### Tập 1: The Girl Who Overslept
Khởi chiếu: 13 tháng 1 năm 2004
12 cô gái được đón bởi một chiếc xe buýt tại các địa điểm khác nhau ở thành phố New York để bắt đầu cuộc thi. Họ được đưa đến một con tàu Hải Quân Mĩ, nơi mà ở đó họ gặp Tyra và Miss Jay cho thử thách catwalk đầu tiên của mình. Tyra nói rằng:" Họ thật sự không biết họ đang làm cái gì đâu!".
Buổi chụp hình đầu tiên lấy ý tưởng khu vườn địa đàng Eden nơi ở của Adam và Eve - các cô gái sẽ phải khỏa thân và được phun sơn lên người với những kiểu nhân vật Eve khác nhau. Thí sinh Anna quyết định không tham gia phần thi chụp ảnh vì cô nghĩ sẽ ảnh hưởng chồng con ở nhà. Trong khi đó, Jenascia do ngủ quên nên đến trễ, mặc dù các cô gái đã hứa sẽ đánh thức lẫn nhau khi cần.
| Tên      | Kiểu nhân vật Eve    |
| -------- | -------------------- |
| Anna     | Eve của biển cả      |
| April    | Eva châu Á           |
| Bethany  | Eve mùa Đông         |
| Camille  | Eve chim thiên đường |
| Catie    | Eve thiên đàng       |
| Heather  | Eve thực vật         |
| Jenascia | Eve xạ thủ mê hoặc   |
| Mercedes | Eve người Ai Cập     |
| Sara     | Eve trung cổ         |
| Shandi   | Eve truyện cổ tích   |
| Xiomara  | Eve đầy cám dỗ       |
| Yoanna   | Eve của màn đêm      |

Tại buổi đánh giá, Camille, Mercedes, April, Sara, Heather và Shandi có bức ảnh gây ấn tượng ban giám khảo. Trong khi đó, biểu cảm gương mặt của Yoanna thì lại quá "nghiêm trọng" và cách tạo dáng của Bethany thì có phần gợi dục. Cuối cùng Anna và Jenascia rơi vào bảng chót hai. Mặc dù ban giám khảo thất vọng vì sự trễ nải của Jenascia, nhưng cuối cùng họ lại loại Anna, cô gái plus-size của mùa thi này vì đã từ chối tham gia buổi chụp ảnh và tự hỏi, liệu thái độ của cô ấy có giúp cô ấy đi sâu trong cuộc thi và cả sự nghiệp người mẫu sau này không.
- Gọi tên đầu tiên: Camille Donald
- Bảng chót hai: Anna Brasfield & Jenascia Chakos
- Loại: Anna Brasfield
- Nhiếp Ảnh Gia tham gia buổi chụp hình: Nigel Barker
- Khách mời: Ed Libby, Jim De Yonker, Mike Randy, Ian Jones, Yohanea Cepeda

### Tập 2: The Girl Who Has A Temper
Khởi chiếu: 20 tháng 1 năm 2004
Các cô gái được đưa đến phòng tập thể dục để luyện tập thể lực qua môn Boxing rồi sau đó được đo cân nặng và chiều cao. Họ được học catwalk bởi Miss Jay. Thử thách đặt ra lần này đó là các cô gái sẽ được tìm hiểu về công đoạn casting người mẫu. Vẻ duyên dáng của Catie đã giúp cô gái này giành được thiện cảm với NTK Carmen Marc Valvo và giành chiến thắng thử thách. Phần thưởng thử thách cho cô đó là tham dự bữa tiệc của NTK với hai người bạn mà cô chọn, đó là Mercedes và Camille.
Phần thi chụp ảnh lần này, các cô gái sẽ chụp ảnh quảng cáo cho hãng giày của Steve Madden. Có một điều đặc biệt đó là họ sẽ tự chọn bức ảnh đẹp nhất của mình và chỉnh sửa ảnh quảng cáo ấy. Trong khi Catie, Camille, Yoanna, Mercedes, Sara và April làm tốt, thì Bethany, Heather và Jenascia lại gặp khó khăn trong việc truyền tải thương hiệu sản phẩm.
Mặc cho sự thiếu tự tin và bước catwalk dở tệ của Shandi, Bethany đã bị loại. Bởi vì ban giám khảo thấy cô không biết tạo dáng thế nào cho thanh lịch và thời trang.
- Gọi tên đầu tiên: Catie Anderson
- Bảng chót hai: Bethany Harrison & Shandi Sullivan
- Loại: Bethany Harrison
- Nhiếp Ảnh Gia tham gia buổi chụp hình: Ché Graham
- Khách mời: Martin Snow, Carmen Marc Valvo, Maggie Rizer

### Tập 3 The Girl Who Can Cry At The Drop Of A Hat
Khởi chiếu: 27 tháng 1 năm 2004
Các cô gái được thay đổi vẻ bề ngoài, một số người vui vẻ nhưng một số lại không, sau đó Mr. Jay trang điểm cho họ để chụp ảnh diện mạo mới. Ngày hôm sau, Mr. Jay kiểm tra kỹ năng trang điểm của họ bằng cách cho họ 15 phút trang điểm chỉ với một bàn trang điểm, một bộ sản phẩm mĩ phẩm và họ phải tranh giành với nhau. Người giành chiến thắng thử thách lần này là Yoanna, cô mời thêm 3 người bạn chung vui với cô là Sara, Xiomara và April. Giải thưởng của họ đó là những cô gái còn lại sẽ phải đi chợ, nấu ăn và phục vụ bữa tối cho họ và với những nam người mẫu, những người hỗ trợ các cô gái trong buổi chụp hình đầu tiên.
Kết thúc buổi thử thách, Shandi, vì thể lực yếu đã ngất xỉu vì căn phòng quá ngột ngạt làm các cô gái khác lo sợ và lo lắng cho cô. Họ đưa cô về nhà và chăm sóc cô.
Buổi chụp ảnh lần này, các cô gái được đưa đến một tòa nhà bỏ hoang với những hố rỗng lớn ở mỗi tầng nhà, họ phải tạo dáng trong những hố ấy để quảng cáo cho BST Laundry của NTK Shelli Segal. Catie lo sợ sẽ té xuống những hố ấy mà tử vong nhưng vẫn cố gắng tham gia và cuối cùng bức ảnh của cô cũng làm ban giám khảo khá hài lòng. Shandi làm ban giám khảo ấn tượng bởi sự cố gắng vượt bậc của mình. April, Yoanna & Mercedes lại một lần nữa làm tốt và Sara xóa tan định kiến của ban giám khảo là cô chỉ là cô gái đẹp mà thôi.
Xiomara và Heather rơi vào bảng chót hai vì cả hai bức ảnh không đạt yêu cầu. Xiorama thì cho rằng vì cô lo lắng cho Catie nên không tập trung được, còn Catie thì lại bảo Xiorama gây rối trí và làm tăng nỗi sợ hãi độ cao của cô lên. Cuối cùng Heather đã phải ra về vì thiếu sự linh hoạt và kỹ năng tạo dáng. 
- Gọi tên đầu tiên: Shandi Sullivan
- Bảng chót hai: Heather Blumberg & Xiomara Frans
- Loại: Heather Blumberg
- Nhiếp Ảnh Gia tham gia buổi chụp hình: Richard Dean
- Khách mời: Edward Tricomi, Joel Warren, Karima Casteneda, Julie Redfern, Mike Sharits, Mike Randi, Eric Niemand, Halle Bowman.

### Tập 4: The Girl Who Needs 6 Months Of Modeling School
Khởi chiếu: 3 tháng 2 năm 2004
9 thí sinh còn lại tiếp tục được tập luyện thể lực qua môn Boxing nhưng HLV ra thử thách lần này rằng ai có sức bền dẻo dai người đó sẽ giành chiến thắng. April và Camille là hai thí sinh cuối cùng có thể lực tốt nhất, họ tiếp tục cạnh tranh với nhau thông qua bài kiểm tra chống đất, các cô gái còn lại cổ vũ cho April làm cho Camille khó chịu, cuối cùng April là người giành chiến thắng vì có thời gian chống đất lâu và sức bền dẻo dai hơn.
Ngày hôm sau họ được đưa đến cửa hàng thời trang của NTK Simon Doonan cùng với sự có mặt của Tyra để đưa ra lời khuyên về phong cách thời trang cho bản thân. Catie bị Doonan nói rằng ăn mặc như gái điếm làm cô khó chịu và khóc lóc. Cô bắt đầu cãi nhau với Doonan rằng tại sao lại gọi cô là gái điếm mà thật chất ông ấy không có ý nói vậy làm những cô gái khác chán nản bởi cô luôn làm quá vấn đề lên.
Các cô gái sau đó được gặp Betsey Johnson và được thử thách thể hiện phong cách thời trang của bản thân bằng cách sử dụng quần áo của các thí sinh khác, không được dùng đồ của bản thân và trình diễn trước Betsey. Camille hỏi mượn đôi hoa tai của Xiomara, nhưng lại không dùng mà để trên bàn tính làm cho nó bị rơi bể. Camille nói rằng sẽ sửa cho vì cô có bạn là thợ trang sức.
Betsey Johnson nói với Jenascia rằng cô cần thêm 6 tháng đào tạo người mẫu để có thể chọn đúng trang phục cho mình. Catie bị cho rằng cần định hướng phong cách mặc đồ đúng hơn. Bà nói với Shandi rằng cô đáng cố trở nên quyến rũ mà thật chất là phản tác dụng và khuyên cô không nên làm vậy nữa, nhưng cuối cùng lại chọn cô là người thắng cuộc. Shandi mời Yoanna và Xiomara chia sẻ phần thưởng với họ, đó là cùng với quán quân mùa đầu tiên Adrianne Curry có bữa ăn tối.
Tập phim này cũng đề cập đến Mercedes, đó là cô mắc bệnh lupus và cô sợ là thuốc điều trị cô đang sài sẽ làm cô rụng tóc. Cô không muốn nói với các cô gái khác vì cô không cần sự cảm thông.
Về phần chụp ảnh, các cô gái sẽ hóa thân thành những người nổi tiếng. 
| Tên      | Người nổi tiếng sẽ hóa thân |
| -------- | --------------------------- |
| Xiomara  | Grace Jones                 |
| Yoanna   | Audrey Hepburn              |
| Mercedes | Billie Holiday              |
| April    | Catherine Zeta-Jones        |
| Jenascia | Salma Hayek                 |
| Catie    | Marilyn Monroe              |
| Camille  | Diana Ross                  |
| Sara     | Angelina Jolie              |
| Shandi   | Nicole Kidman               |

Mercedes biến bất lợi là cô đang mắc bệnh lupus thành lời thế để thể hiện cảm xúc của mình hòa vào nhân vật. Bức ảnh của Xiomara rất đẹp, đậm chất Grace Jones và Yoanna chứng tỏ cô có thể là người mẫu thương mại chứ không riêng gì high-fashion. Bức ảnh của Camille cũng được đánh giá cao thế nhưng thái độ của cô lại là một vấn đề lớn. Bức ảnh của Catie cũng rất tuyệt thế nhưng Betsey Johnson lại cho rằng liệu cô gái này có đủ mạnh để có thể cạnh tranh trong ngành công nghiệp thời trang khắc nghiệt này không. Sara, Shandi và April nhận phản hồi tích cực nhưng bức ảnh của Jenascia lại cho là lãnh đạm. Cuối cùng, Catie và Jenascia rơi vào bảng chót hai. Jenascia bị loại vì cô luôn bị siêu mẫu Janice Dickinson chê là cô quá thấp để thành người mẫu và thiếu bản lĩnh người mẫu. 
- Gọi tên đầu tiên: Mercedes Scelba-Shorte
- Bảng chót hai: Catie Anderson & Jenascia Chakos
- Loại: Jenascia Chakos
- Nhiếp Ảnh Gia tham gia buổi chụp hình: Andrew Eccles
- Khách mời: Martin Snow, Danilo, Michael Carl, Betsey Johnson, Adrianne Curry, Simon Doonan.

### Tập 5: The Girl Who Is A Visual Orgasm
Khởi chiếu: 10 tháng 2 năm 2004
Cuộc thi đang đến hồi gây gấn, đòi hỏi các cô gái phải tăng tốc và bức phá hơn nữa, Tyra đến nhà chung thăm các cô gái và cho họ lời khuyên hữu ích để giúp họ cảm thấy bớt căng thẳng và rèn luyện bản thân nhiều hơn, cô tâm sự với từng người một.
Sau đó, họ được Sam Christensen, một vị huấn luyện viên về nhân cách hướng dẫn họ làm thế nào để bộc lộ được cá tính bản thân thông qua vài bài kiểm tra nhỏ. Tối đến, Miss Jay đến thăm họ và dẫn một vị khách đặc biệt là cố vấn trực giác (bà đồng) để tìm hiểu rõ hơn về cuộc sống của cô gái, giúp họ bày tỏ được góc khuất trong mỗi người và hàn gắn lại những vết thương lòng ấy.
Ngày hôm sau, Sam lại tới thăm họ và thông báo họ sẽ có buổi phỏng vấn - thử thách lần này - với Janice Dickinson.. Mercedes giành chiến thắng thử thách lần này vì sự thành thật khi chia sẻ cô mắc bệnh lupus, giải thưởng của cô là được mua sắm thỏa thích với Sara, người bạn mà Mercedes chia sẻ phần thưởng này cùng. Hơn thế nữa, cả hai cô gái còn được gặp lại mẹ của mình, Tyra cũng dẫn mẹ của cô cùng tham gia, họ tâm sự với các cô gái và người thân của họ. Mẹ của Tyra chia sẻ về những ngày tháng đầu tiên khi con gái bà bước vào làng mẫu và cho các cô gái lời khuyên hữu ích về nghề mẫu và giúp họ không vướn vào những cám dỗ và tiêu cực của nghề này.
Phần thi chụp ảnh của các cô gái đó là chụp ảnh dưới nước quảng cáo cho nhãn hàng Quech Water. April có bức ảnh rất đẹp làm ban giám khảo vô cùng thích thú. Sara cũng chứng tỏ rằng cô không kém cạnh. Shandi và Camille gặp trở ngại dưới nước, nhưng không bằng Xiomara, cô bị Nolé Martin bảo rằng như "con hải mã mặc vải voan". Cuối cùng cô bị loại vì bức ảnh của Camille nhỉnh hơn, mặc dù cô có thái độ xấu.
- Gọi tên đầu tiên:  Sara Racey-Tabrizi
- Bảng chót hai:  Camille McDonald & Xiomara Frans
- Loại: Xiomara Frans
- Nhiếp Ảnh Gia tham gia buổi chụp hình: George Holz
- Khách mời: Sam Christensen, Suzannah Galland, Carolyn London, Nolé Martin.

### Tập 6: The Girl Whose Lips Puffed Up
Khởi chiếu: 17 tháng 2 năm 2004
Khác với các tập trước, phần thi chụp ảnh bắt đầu trước, các cô gái được chụp ảnh chân dung (beauty shoot) - ảnh trắng đen. Camille chậm trễ buổi học diễn xuất vì cô còn phải đi khám bệnh do môi cô phồng lên vì dị ứng.
Các cô gái sau đó tham gia thử thách diễn xuất của Mark Collier. Camille quyết định không theo kịch bản mà Mark Collier đã đưa các cô gái mà tự viết lại kịch bản riêng cho mình. HLV sau đó phải thừa nhận rằng cô thật sự chẳng biết một tý gì cả. Kết quả thử thách, April là người giành chiến thắng thử thách diễn xuất.
Lần này các cô gái được đóng quảng cáo cho nhãn hiệu khoai tay chiên Rollitos theo phong cách phim Matrix. April lại một lần nữa chứng tỏ cô là đối thủ nặng ký trong đoạn quảng cáo này, trong khi Camille và Catie hoàn toàn thất bại về cả hai khoản chụp ảnh và quay video quảng cáo. Yoanna khiến ban giám khảo đánh giá cao khi bức ảnh của cô thể hiện được độ góc cạnh của cấu trúc xương mặt tuyệt đẹp của mình. Cả Mercedes và Shandi đều có bức ảnh đẹp. Trong khi bức ảnh của Sara tuy đẹp nhưng hơi có phần quá gợi cảm. Cuối cùng Camille và Catie rơi vào bảng chót. Camille lại bị chỉ trích về thái độ của cô ấy một lần nữa nhưng lại được cứu. Catie phải ra về vì ban giám khảo nghĩ bức ảnh của cô trông rất nhàm chán, không mang tý cảm xúc hay hồn vào bức ảnh gì cả, họ lo ngại liệu cô có tồn tại lâu trong ngành này không.
- Gọi tên đầu tiên: April Wilkner
- Bảng chót hai: Camille Donald & Catie Anderson
- Loại: Catie Anderson
- Nhiếp Ảnh Gia tham gia buổi chụp hình: James Gay
- Khách mời: Tasha Smith-Arqese, Mark Collier, De La Guarda, Eric Niemand, Kyle Hagler

### Tập 7: The Girl Who Dripping With Hyprocrisy
Khởi chiếu: 24 tháng 2 năm 2004
Các cô gái tổ chức sinh nhật cho Sara, làm cô ấy rất cảm động. Sau đó, họ được đưa đến phòng tập nhảy để học khiêu vũ với vũ công Tony Michaels. April là người giành chiến thắng thử thách, cô mời Shandi và Sara chung vui với mình, đó là bữa ăn tối và đi chơi với các vũ công nam.
Shandi nhảy khá là khêu gợi, thân mật với các vũ công nam, và cô đã kể lại với bạn trai của mình. Trước đó họ cũng cãi nhau vì chuyện anh đi xem phim với một cô gái tên Lauren. Thay vì sẽ có phần thi chụp hình, các cô gái sẽ được góp mặt trong MV Shake Ya Body của Tyra Banks. Trong suốt quá trình ghi hình, vì đi nhầm bên, April gần như đẩy Yoanna ra khỏi sàn diễn. Shandi có màn thể hiện tốt, Mercedes quên vũ đạo, Yoanna gây rối trí và còn bị té.
Yoanna bị rơi vào bảng chót hai vì màn thể hiện kém trong MV nhưng cuối cùng Tyra lại loại Sara, vì ban giám khảo nghĩ cô quá gợi cảm và không hợp với ngành thời trang, tạo ra buổi loại trừ đầy cảm xúc nhất trong cuộc thi. Sau khi hết tập phim, MV của Tyra cũng được phát hành.
- Gọi tên đầu tiên: Shandi Sullivan
- Bảng chót hai: Sara Racey-Tabrizi & Yoanna House
- Loại: Sara Racey-Tabrizi
- Đạo diễn ghi hình: Kennedy
- Khách mời:  Rodney Jerkins, Tony Michaels

### Tập 8: The Girls With the Signature Walk
Khởi chiếu: 2 tháng 3 năm 2004
5 cô gái còn lại cuộc thi đến một nhà hàng mà ở đó họ gặp Tyra để thông báo về điểm đến quốc tế lần này là Milan. Sau khi tới Milan, các cô gái được giao nhiệm vụ go-see, Shandi được các NTK đánh giá là người mẫu sáng giá của dòng high-fashion, Mercedes thì có một chút thương mại, April chụp ảnh tốt nhưng gặp khó khăn khi đi tìm các điểm go-see và Yoanna bị nhận xét phải tập luyện thể hình nhiều hơn. Cuối cùng Camille thắng thử thách vì nhận phản hồi tốt từ các NTK.
Các cô gái có buổi chụp hình cho kính râm Solstice trong trang phục của các nhà mốt Dior, Max Mara, Burberry, Gucci & Giorgio Armani. Đa phần các cô gái làm rất tốt.
Tại phòng đánh giá, ban giám khảo đánh giá về cả bức ảnh và buổi go-see của họ với Michael Giannini. Camille làm ban giám khảo thất vọng vì thái độ của cô khi đi go-see, ảnh của Mercedes thì quá thương mại, mất hết chất high-fashion mà bộ ảnh muốn truyền tải. Cả hai bị rơi vào bảng chót hai, nhưng cuối cùng Camille bị loại vì thái độ tiêu cực đó của mình. 
- Gọi tên đầu tiên: Shandi Sullivan
- Bảng chót hai: Camille Donald & Mercedes Scelba-Shorte
- Loại: Camille Donald
- Nhiếp Ảnh Gia tham gia buổi chụp hình: Massimo Costoli
- Khách mời:  Kyle Hagler, David Brown, Elena Cimarosti, Carlo De Amici, Kesia Elwin, Liliana Rolando, Michael Gianini.

### Tập 9: The Girl Who Is Afraid Of Snakes
Khởi chiếu: 9 tháng 3 năm 2004
Đây là tập chiếu lại những khoảnh khắc từ đầu chương trình.

### Tập 10: The Girl Who Cheated
Khởi chiếu: 16 tháng 3 năm 2004
Các cô gái mời những người mẫu nam, những người đã lái vespa giúp họ đi go-see, đến nhà chung của họ để vui chơi với họ. Shandi vì cảm thấy quá trống trải, cô đơn, vì nhớ bạn trai ở nhà, đã lỡ có quan hệ với một mẫu nam, sau đó cô nhận ra và ôm mặt ngồi khóc. Tối hôm sau, cô gọi điện thoại cho bạn trai để kể lại chuyện và xin bạn trai tha thứ vì lỗi lầm nhưng anh ta nổi nóng và không tin chuyện ấy lại xảy ra. Ngày tiếp theo, cô gọi anh và anh chúc cô sẽ hoàn thành tốt buổi chụp ảnh.
Tuần này các cô gái sẽ học về làm thế nào để chọn trang phúc giúp tôn vinh vẻ đẹp cơ thể. Sau đó họ được kiểm tra những gì đã học bằng cách mua những bộ trang phục tại chợ trời và tự phối đồ. Shandi may mắn được chọn là người chiến thắng và chọn Yoanna chung vui với cô.
Buổi chụp hình lần này, các cô gái được bắt cặp với nhau để chụp ảnh nude chung với nhay, họ phải thể hiện được vẻ high-fashion những cũng phải thật lãng mạn, gợi cảm. Tại buổi đánh giá, Mercedes gây ấn tượng ban giám khảo khi hoàn thành tốt bài kiểm tra nhỏ, đó là các cô gái được đưa một cái áo rộng thùng thình và phải chỉnh sửa, cắt xén, thiết kế tùy ý để thể hiện được nét thanh lịch của riêng mình, nhưng bức ảnh của cô lại một lần lại phê bình là quá mang chất thương mại. Trong khi đó, April bị phê bình là quá máy móc trong cách làm việc và cô đã bị loại vì điều đó.
- Gọi tên đầu tiên: Yoanna House
- Bảng chót hai: Mercedes Scelba-Shorte & April Wilkner
- Loại: April Wilkner
- Nhiếp Ảnh Gia tham gia buổi chụp hình:  Almicare Incalza, Alex Martinengo
- Khách mời:  Loris Rocchi, Stephen Fairchild, Jean Luc, Nolé Martin

### Tập 11: The Girl Who Is America's Next Top Model
Khởi chiếu: 23 tháng 3 năm 2004
Cho buổi chụp hình cuối cùng này, họ lại được chụp ảnh beauty shoot (chụp ảnh chân dung) nhưng nâng độ khó và thẩm mĩ hơn. Các cô gái phải thể hiện được phong cách đối ngược với họ. Tại buổi đánh giá, Mercedes nhận lời khen vì cuối cùng cô cũng thể hiện được nét high-fashion mà ban giám khảo yêu cầu. Bức ảnh của Yoanna nhận phản hồi tốt, nhưng ban giám khảo vẫn còn nghi hoặc rằng liệu thể hình của cô có là trở ngại để cô dấn thân vào ngành công nghiệp người mẫu. Shandi có bức ảnh đẹp nhưng không đủ sức gây ấn tượng ban giám khảo, nên cô bị loại.
- Gọi tên đầu tiên: Mercedes Scelba-Shorte
- Bảng chót hai: Yoanna House & Shandi Sullivan
- Loại: Shandi Sullivan
- Nhiếp Ảnh Gia tham gia buổi chụp hình: Massimo Costoli

Sau buổi chụp hình, top 2 thí sinh được gặp Dean và Dan - 2 NTK chính của hãng DSquared cho buổi fashion show chung kết này. Suốt buổi diễn, Yoanna làm gãy giày cao gót và phải dùng giày của Mercedes, nhưng cuối cùng cô cũng hoàn thành tốt buổi diễn.
Tại phòng đánh giá, ban giám khảo bị ấn tượng cực kỳ bởi màn trình diễn của Mercedes, cô làm chủ buổi diễn này. Tyra nhận rõ được thần thái trình diễn của Yoanna và cô thật sự ấn tượng và tin chắc về kiến thức thời trang mà Yoanna có hơn là Mercedes. Sau màn tranh cãi gay gắt và kéo dài của ban giám khảo, Tyra đã xướng tên Yoanna là người chiến thắng thứ hai của cuộc thi America's Next Top Model.
- Chung kết: Mercedes Scelba-Shorte & Yoanna House
- AMERICA'S NEXT TOP MODEL: Yoanna House
- Khách mời: Gian Luca Guaitoli, Dean Caten, Dan Caten, Nole Martin

### Tập 12: The Runway Ahead
Khởi chiếu: 11 tháng 5 năm 2004
Chương trình cho thấy 12 cô gái của mùa giải này đã có cuộc sống ra sao sau chương trình.
Mercedes: Cô được sải bước cho nhà thiết kế và nhãn hàng như: John Sakalis với Yoanna, Rock & Republic với Janice & Sara. Cô được kí hợp đồng với Nous Model Management ở Los Angeles, xuất hiện trong tạp chí Seventeen và được một vai diễn trong một bộ phim
Sara: Cô được xuất hiện trong tạp chí Maxim và được sải bước cho Rock & Republic với Janice & Mercedes. Cô còn có một buổi phỏng vấn với Sports Illustrated.
Catie: Cô được sải bước cho nhà thiết kế Louis Verdad và được một vai diễn phụ trong một bộ phim truyền hình.
Anna: Cô quay lại cuộc sống bình thường bên chồng con, nhưng cô vẫn tiếp tục theo đuổi sự nghiệp người mẫu vì cô nhận được hợp đồng từ một quản lí người mẫu.
Shandi: Cô quay lại công việc bình thường và đã hóa giải hiểu lầm với bạn trai cô. Cô sau đó sẽ dọn tới New York để theo đuổi sự nghiệp người mẫu. Cô được xuất hiện trong những tạp chí như Glamour & Cosmo Girl.
Bethany: Cô sẽ dọn tới Los Angeles để theo đuổi sự nghiệp người mẫu.
Jenascia: Cô quay về cuộc sống bình thường của mình.
April: Cô được xuất hiện trong tạp chí Stuff và được kí hợp đồng với New York Model Management ở New York.
Xiomara: Cô vừa làm bartender cho một quán bar và vừa theo đuổi sự nghiệp người mẫu. Cô được kí các hợp đồng với công ty quản lí của diễn viên Marianne Leone & quản lí người mẫu Boss Models và được xuất hiện trong tạp chí FHM.
Heather: Cô vẫn tiếp tục theo đuổi sự nghiệp người mẫu và vừa muốn theo đuổi sự nghiệp diễn xuất.
Camille: Cô vừa theo học tại Đại Học Howard, nhưng cô vẫn tiếp tục theo đuổi sự nghiệp người mẫu.
Yoanna: Sau khi giành được quán quân, cô đã được tham gia nhiều cuộc phỏng vấn cho những chương trình như: The Early Show, Live with Regis and Kelly, ... Cô được nhận hết toàn bộ những giải thưởng của mình. Cô còn được sải bước cho nhà thiết kế và nhãn hàng như: John Sakalis với Marcedes, Custo Barcelona.
- Khách mời: John Sakalis, Marianne Leone, James Loughlin

## Tổng kết

### Thứ tự gọi tên
| Thứ tự | Tập      | Tập      | Tập      | Tập      | Tập      | Tập      | Tập      | Tập      | Tập      | Tập      | Tập      |
| Thứ tự | 1        | 2        | 3        | 4        | 5        | 6        | 7        | 8        | 10       | 11       | 11       |
| ------ | -------- | -------- | -------- | -------- | -------- | -------- | -------- | -------- | -------- | -------- | -------- |
| 1      | Camille  | Catie    | Shandi   | Mercedes | Sara     | April    | Shandi   | Shandi   | Yoanna   | Mercedes | Yoanna   |
| 2      | Shandi   | Yoanna   | April    | Xiomara  | Mercedes | Yoanna   | Mercedes | Yoanna   | Shandi   | Yoanna   | Mercedes |
| 3      | April    | Camille  | Yoanna   | Shandi   | April    | Mercedes | Camille  | April    | Mercedes | Shandi   |          |
| 4      | Mercedes | April    | Mercedes | Yoanna   | Yoanna   | Shandi   | April    | Mercedes | April    |          |          |
| 5      | Catie    | Mercedes | Sara     | Sara     | Catie    | Sara     | Yoanna   | Camille  |          |          |          |
| 6      | Sara     | Sara     | Camille  | April    | Shandi   | Camille  | Sara     |          |          |          |          |
| 7      | Heather  | Xiomara  | Jenascia | Camille  | Camille  | Catie    |          |          |          |          |          |
| 8      | Yoanna   | Heather  | Catie    | Catie    | Xiomara  |          |          |          |          |          |          |
| 9      | Bethany  | Jenascia | Xiomara  | Jenascia |          |          |          |          |          |          |          |
| 10     | Xiomara  | Xiomara  | Heather  |          |          |          |          |          |          |          |          |
| 11     | Jenascia | Bethany  |          |          |          |          |          |          |          |          |          |
| 12     | Anna     |          |          |          |          |          |          |          |          |          |          |

     Thí sinh bị loại
     Thí sinh chiến thắng chung cuộc
- Trong tập 1, Anna từ chối buổi chụp hình.
- Tập 12 là tập đặc biệt mà các thí sinh đã ra sao sau chương trình.

### Chụp ảnh
- Tập 1: Eva trong vườn Địa Đàng
- Tập 2: Ảnh quảng cáo giày hiệu Steve Madden
- Tập 3: Lơ lửng trên lỗ hổng khổng lồ
- Tập 4: Hoá thân thành huyền thoại
- Tập 5: Ảnh chụp trong nước cho nước khoáng Quech Water
- Tập 6: Chân dung trắng đen
- Tập 7: Video âm nhạc: Shake Ya Body - Tyra Banks
- Tập 8: Đẹp cùng kính mát tại Đấu trường La Mã
- Tập 10: Ảnh trắng đen khoả thân theo cặp
- Tập 11: Vẻ đẹp góc cạnh

### Thay đổi vẻ ngoài
- Heather: Thêm nhiều dây tóc vàng
- Jenascia: Tóc cắt qua vai
- Xiomara: Tạo gợn sóng
- Catie: Tóc tém kiểu Twiggy
- Sara: Nhuộm vàng, tạo gợn
- Camille: Nối tóc dài
- April: Nhuộm đen, tóc dài óng mượt, ngọn tóc ôm vào gò má
- Shandi: Nhuộm tóc bạch kim, xoè ra ở cuối ngọn tóc; bỏ mắt kính và đeo kính sát tròng
- Mercedes: Tóc xoăn hoang dã
- Yoanna: Tóc mohawk

### Hội đồng giám khảo
- Tyra Banks
- Nigel Barker
- Janice Dickinson
- Eric Nicholson

Nhân sự khác
Jay Manuel, đạo diễn nghệ thuật
J. Alexander, huấn luyện viên sàn diễn

## Nghề nghiệp sau chương trình
- Yoanna House: tham gia trình diễn với nhiều nhà thiết kế trước khi chuyển sang tham gia dẫn chương trình truyền hình.[1][2]
- Mercedes Scelba-Shorte: tham gia chụp hình quảng cáo bảng rộng, là phát ngôn viên của quỹ Lupus.[3]
- Shandi Sullivan: ký hợp đồng với Trump Model Management trước khi giải nghệ.
- April Wilkner: hợp tác với Race Model Management và tham gia vào nhiều chương trình quảng cáo, tài trợ và tham gia diễn xuất.[4]
- Camille McDonald: ký hợp đồng với Major Model Management, từng xuất hiện trong nhiều chương trình thời trang lớn và là một gương mặt ảnh bìa. Cô cũng cho ra mắt dòng sản phẩm đồ lót riêng, có mời Naima Mora tham gia quảng cáo.
- Sara Racey-Tabrizi: ký hợp đồng quảng cáo với L'Oréal, Converse, Pulse, tạp chí King và Maxim. Cô được mời đóng một số vai phụ.[5]
- Catie Anderson: tham gia làng catwalk và ký hợp đồng với LA agencies.[6]
- Xiomara Frans: hợp tác với Boss Models và xuất hiện trên the New York Post Latino Issue.[7]
- Jenascia Chakos: sinh con và tiếp tục làm nghề phục vụ bàn. Cô xuất hiện trên bìa lịch ở Seattle.
- Heather Blumberg: không theo đuổi nghề nghiệp mẫu, nhưng cô tỏ ra rất đam mê với nghề diễn xuất.
- Bethany Harrison & Anna Bradfield: tham gia chụp ảnh.[8][9]